# Руминальская смоковница
Руминальская смоковница (лат. Ficus Ruminalis) — дикое фиговое дерево, имевшее религиозное и мифологическое значение в Древнем Риме. Она росла рядом с небольшой пещерой, известной как Луперкал, у подножия Палатинского холма, на том месте, где, согласно преданию, плавучая самодельная колыбель Ромула и Рема прибилась к берегу Тибра. Там братья были вскормлены волчицей и найдены Фаустулом. Смоковница считалась священным деревом Румины, одного из божеств рождения и детства, которое покровительствовало грудному вскармливанию у людей и животных. Аврелий Августин упоминает о Юпитере Румине.

## Название
Дикое фиговое дерево считалось мужским, диким аналогом культивируемой смоковницы, которая считалась женской. В некоторых римских источниках дикий инжир назывался caprificus, буквально «козий инжир». Плоды смоковницы — висячие, а дерево источает молочный сок, если его срезать. Rumina и Ruminalis («из Румины») связывались некоторыми римлянами с rumis или ruma («сосок, грудь»), но ряд современных лингвистов считает, что это название скорее связано с именами Roma и Romulus, которые могли происходить от rumon, обозначавшего «реку» или архаичное название Тибра.

## Миф
Дерево связано с легендой о Ромуле и Реме. Оно росло там, где их колыбель прибило к берегу Тибра. Дерево давало братьям-близнецам тень и укрытие, когда их кормила волчица, рядом с ближайшей пещерой Луперкал, пока их не обнаружили пастух Фаустул и его жена Акка Ларентия, взявшие младенцев на воспитание. В конце концов Рем был убит Ромулом, который основал Рим на Палатинском холме, над этой пещерой.

## История
Статуя волчицы должна была стоять рядом с руминальской смоковницей. В 296 году до н. э. курульные эдилы Гней и Квинт Огульний поместили изображения Ромула и Рема в виде младенцев, сосущих её соски. Возможно, именно эта скульптурная группа изображена на монетах.
Римский историк эпохи императора Августа Тит Ливий утверждал, что дерево всё ещё стояло в его время, но его младший современник Овидий отмечал только vestigia («следы»), возможно, пень от неё. Текстуально проблематичный отрывок из Плиния Старшего, по-видимому, предполагает, что дерево было чудесным образом пересажено авгуром Аттом Навием в Комиций, но оно называлось Ficus Navia. Тацит называет Ficus Navia как Arbor Ruminalis, согласно этой идентификации можно предположить, что это дерево заменило первоначальную руминальскую смоковницу: либо символически после гибели старого дерева, либо буквально, будучи его ответвлением. Ficus Navia выросла из-за того, что была поражена молнией и поэтому считалась священной. Неясное упоминание у Плиния, возможно, относится к статуе Атта Навия перед Курией Гостилией: он стоял с поднятым литуусом в позе, которая связывала Ficus Navia и сопутствующее изображение волчицы с руминальской смоковницей, будто бы дерево переходило из одного пространства в другое. Когда Ficus Navia поник, это было воспринято как дурное предзнаменование для Рима. Когда он погиб, его заменили на новое дерево. В 58 году нашей эры оно засохло, но затем возродилось и пустило новые побеги.